# 卡普里亚纳
卡普里亚纳（義大利語：Capriana），是意大利特伦托自治省的一个市镇。总面积13平方公里，人口607人，人口密度46.7人/平方公里（2009年）。ISTAT代码为022040。